# Gajdos János (festőművész)

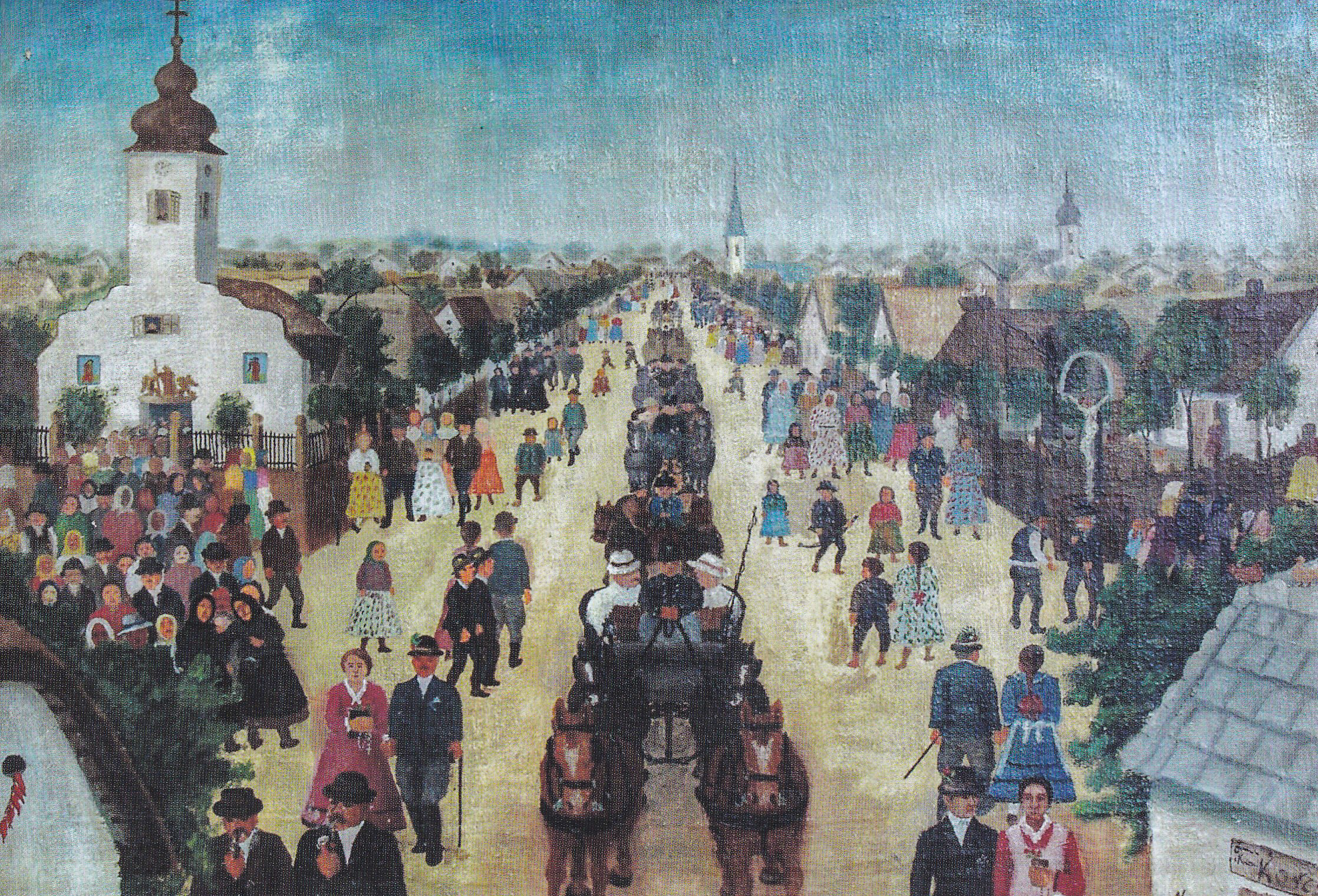
Gajdos János - Ünnepi kocsikázók (1937)

Gajdos János (Geszteréd, 1912. november 19. – Budapest, Kőbánya, 1950. július 3.) festőművész.

## Életútja
Gajdos János és Dublinszky Erzsébet fiaként született. Autodidakta, naiv festő. 1936-ban kiállította műveit a Nemzeti Szalonban, a következő évtől már gyakorta rendezett tárlatokat, 1938-ban Hollandiában is bemutatta műveit. Szegénységben élt feleségével, Kókán Erzsébettel Budapesten. 1949-ben felvételt nyert a Képzőművészeti Főiskolára, majd néhány hónappal később tüdőgümőkórban elhunyt.